# NGC 7536
NGC 7536 је спирална галаксија у сазвежђу Пегаз која се налази на NGC листи објеката дубоког неба.
Деклинација објекта је + 13° 25' 36" а ректасцензија 23h 14m 13,1s. Привидна величина (магнитуда) објекта NGC 7536 износи 13,3 а фотографска магнитуда 14,1. Налази се на удаљености од 55,821 милиона парсека од Сунца. NGC 7536 је још познат и под ознакама UGC 12437, MCG 2-59-11, CGCG 431-22, KUG 2311+131, IRAS 23117+1309, PGC 70765.